# Bastia Umbra
Bastia Umbra är en comune (kommun) i provinsen Perugia i den italienska regionen Umbrien, som ligger cirka 15 km sydost om Perugia. Kommunen hade 21 781 invånare (2018).
Bastia Umbra gränsar till följande kommuner: Assisi, Bettona, Perugia och Torgiano.